# Беатрікс Шреер
Беатрікс Шреер (нім. Beatrix Schröer, 4 травня 1963) — німецька академічна веслувальниця.
Олімпійська чемпіонка 1988 року в складі вісімки.